# Eucalyptus annuliformis
Eucalyptus annuliformis är en myrtenväxtart som beskrevs av Grayling och Murray Ian Hill Brooker. Eucalyptus annuliformis ingår i släktet Eucalyptus och familjen myrtenväxter. Inga underarter finns listade i Catalogue of Life.